# Платт, Джессика
Джессика Платт (англ. Jessica Platt; род. 8 мая 1989 года; Сарния, Онтарио, Канада)  — профессиональная хоккеистка и ЛГБТ-правозащитница. Она играет за команду «Фурии Торонто» в Канадской женской хоккейной лиге(CWHL) и является первой трансгендерной женщиной, сыгравшей в CWHL.

## Карьера
Платт была принята в Канадскую женскую хоккейную лигу в 2016 году и была приглашена сыграть четыре игры за «Фурий Торонто» в сезоне 2016–2017гг., когда другой игрок получил травму. В следующем сезоне она играла на полную ставку.

## Ранняя жизнь и переход
Платт провела свое детство в Брайтс-Гроув, Онтарио, и посещала католическую среднюю школу, в которой она играла в хоккей. Окончив среднюю школу, Платт начала проводить заместительную гормональную терапию в 2012 году при полной поддержке своей семьи.
Она окончила Университет Уилфрида Лорье в 2014 году и работала в кампусе как детский тренер по катанию на коньках. Затем Платт вернулась в хоккей.

## Общественное признание
10 января 2018 года Платт рассказала о том, что она транссексуальная женщина через свой Instagram, после поддержки со стороны спортивного сообщества. Платт была первой профессиональной транссексуальной хоккеисткой, и второй транс-женщиной, играющей в профессиональном спорте (после Харрисона Брауна сделавшего каминг-аут о том, что он транс-мужчина в октябре 2016 года во время игры в Национальной Женской Хоккейной Лиге). Платт рассказала, что Браун сыграл важную роль в ее решении сделать свой каминг-аут.
В сентябре 2018 года Платт была признана одной из «25 лучших женщин Канады в 2018 году».